# كلفن باتلر
كلفن باتلر (بالإنجليزية: Kelvin Butler)‏ هو سياسي أمريكي، ولد في 8 أبريل 1956 في ماغنوليا في الولايات المتحدة. حزبياً، نشط في الحزب الديمقراطي. وقد انتخب عضو مجلس ولاية مسيسيبي.